# 霍恩贝格女公爵苏菲
霍恩贝格公爵苏菲（英語：Sophie, Duchess of Hohenberg，1868年3月1日—1914年6月28日），本名霍特可夫和沃伊宁的若菲·玛丽·约瑟芬娜·阿尔宾娜·赫拉本卡·霍特科娃（捷克语：Žofie Marie Josefína Albína hraběnka Chotková z Chotkova a Vojnína），德语名霍特可夫和沃格宁的索菲·玛丽·约瑟芬·阿尔宾娜·格莱芬·霍特科（Sophie Marie Josephine Albina Gräfin Chotek von Chotkow und Wognin），是奥匈帝国皇儲弗朗茨·斐迪南大公的妻子。1914年與丈夫視察塞拉耶佛時遇刺身亡，兩人被暗殺一事成为引发第一次世界大战的导火线。
苏菲来自波希米亚一个贵族家庭，父亲是一位伯爵。她后来成为弗里德里希大公夫人伊莎贝拉的女官。弗朗茨·斐迪南大公希望和苏菲结婚，但是斐迪南的大伯弗朗茨·约瑟夫一世反对这场婚姻，因为哈布斯堡王朝的成员只能和其他欧洲地位相等王朝成員结婚。1889年，在斐迪南和其他皇室成員坚持下，弗朗茨·约瑟夫皇帝终于允许苏菲和斐迪南的婚礼。但是斐迪南大公被迫公開承諾在即位后不會给苏菲大公妃和奥匈帝国皇后的头衔，他们所生的子女也不会得到皇室头衔或继承权。